# Edward H. Crane
Edward Harrison Crane III és el fundador i president de l'Institut Cato.

## Biografia
A la dècada del 1970, va ser un dels líders més actius del Partit Llibertari. Va ser president nacional del partit des de 1974 fins a 1977, i va gestionar la campanya d'alt perfil d'Ed Clark el 1978 per ser governador de Califòrnia.
El 1977, amb el finançament de Charles Koch i l'ajuda de Murray Rothbard, Crane va crear l'Institut Cato, que es convertiria en el més conegut think tank llibertari del món. Crane i Rothbard més tard van estar en desacord amb consideració a Cato, estimulant Rothbard en escriure una crítica mordaç de Crane i Cato al «The Libertarian Forum».
El 1983, després de disputes internes, Crane, juntament amb molts dels seus partidaris, va deixar el Partit Llibertari.
A més de les seves funcions a Cato, Crane s'asseu en les juntes directives de moltes organitzacions d'idees afins, incloent-hi Americans for Limited Government, un grup que ajuda als esforços comunitaris en tot el país. Crane també és membre de la Societat Mont Pèlerinn.